# Естетическа гимнастика
Естетическата гимнастика е сравнително нов вид спорт, без уреди, предимно групов, използващ много елементи на гимнастиката – художествена и спортна, съчетано с танци. Практикува се предимно от художествени гимнастички, рядко се срещат и мъже.
Международната федерация по естетическа гимнастика е създана през октомври 2003 г.

## Описание
Основан е на стилизирани, естествени движения на цялото тяло. Включва хармонични, ритмични и динамични елементи, изпълнявани с естествена грация и сила. Получава се непрекъснато преминаване от едно гимнастическо движение към друго, като всяко следващо движение произлиза от предхождащото го. Всички движения се изпълняват плавно, променяйки се значително по динамика. Композицията съдържа универсални и разнообразни движения на тялото, например като тяло на вълни и люлки, скокове и подскоци, спирални обръщания и танцови стъпки.
За този спорт са необходими гъвкавост, скорост, сила, координация и способност за движение без усилия. Допускат се и се поощряват разни варианти на поддръжка и взаимодействие от гимнастиците.
Композицията се изпълнява групово от 6 до 10 гимнастички под звуците на свободно подбрана музика, която може да е с текст и глас, за време максимум до 2 минути и 45 секунди. Гимнастичките трябва да са на възраст над 16 години. Правилата регламентират изпълнението на различни елементи с различна сложност. Композицията се оцениява от съдии в 3 бригади:
- Бригада А1 оценява техническата сложност на съчетанието, т.е. количеството и сложността на изпълнените елементи.
- Бригада А2 оценява артистичната стойност на съчетанието, т.е. музикалност, артистичност, експрессивност, плавност при перехода между музикалните части на композициията, съгласуваност на движенията с музиката и др.
- Бригада В оценява техниката на изпълнение на елементите, като отделя особено внимание на синхроността.

Състезателите целят да включат в своя репертоар следните групи елементи:
1. разнообразни движения на тялото като вълни, махове, движения на ръцете, кръката, тялото, изолирани или в комбинации;
2. равновесия, пируети, изпълнени изолирано или в комбинации;
3. скокове, изпълнени изолирано или в комбинации.

Всички елементи трябва да се изпълняват в различни ракурси, посоки, предвижването по килима трябва да бъде колкото е възможно по-разнообразно. Допускат се и се бонифицират различни варианти на поддръжки и взаимодействие между гимнастичките. Като цяло, композицията трябва да изглежда като единство на музика, хореография, образ и гимнастическо майсторство, подсилено с ефектни спортни екипи и грим.

## История
Естетическата гимнастика е широко разпространен спорт във Финландия и Естония. Във Финландия спортът се регулира от Финландската федерация по гимнастика, която е сред най-големите спортни федерации в страната с 381 клуба и 122 хил. спортисти.
От 1950-те години се провеждат състезания. Първият международен турнир е в Хелзинки през 1996 година.
Пак в Хелзинки е организирано първото световно първенство (2000); следващите са проведени в Талин (2001), Прага (2002), Грац (2003), София (2004), Копенхаген (2005), Тампере (2006), Салоу (2007), Торонто (2008), Москва (2009), Варна (2010), Тарту (2011), Картахена (2012), Лахти (2013), Москва (2014), Торсхавн (2015), Бърно (2016), Хелзинки (2017). В редица години по 2 отбора от Финландия или Русия са сред класираните на челните 3 места. Техните участници са се представяли най-силно: Финландия е завоювала 10 първи места, 5 втори, 3 трети, а Русия – по 6 първи и втори и 9 трети места; следва ги Естония с по 2 първи и втори и 4 трети места. Националният отбор на България 5 пъти е на 2-ро място (2006, 2007, 2011, 2012, 2014) и 4 пъти е на 3-то място (2008, 2010, 2013, 2015). Останалите участници не са национални отбори. В челната тройка не са влизали отбори от други държави.